# Nishikamo (distrito)
Nishikamo (西加茂郡; -gun) é um distrito localizado em Aichi, Japão.
Em 2003 o distrito tinha uma população estimada de 76.234 e uma densidade populacional de 442.63 pessoas por km². A área total é de 172.23 km².

## Cidades e vilarejos
- Miyoshi